# 空中幼彩
空中 幼彩（くうちゅう ようさい）は、日本のゲームの原画家、イラストレーターである。

## 来歴
30歳ごろまで清掃員として過ごし、一念発起してイラストを独学で学び、『Kanon』のトレーディングカードゲームのイラストでデビューを果たす。CAGEより2002年に発売された『しっぽのきもち』で原画家デビュー。
絵柄は渡辺明夫（ぽよよん♥ろっく）の影響を強く受けており、逆に『魔界天使ジブリール』シリーズでは渡辺がオープニングムービー作画を手掛けている。ペンネームが示す様に幼い女の子を描く事を得意としているが、『ジブリール』以降は巨乳系のキャラクターを描く事が多くなっている。コミックXOの表紙を描いており、最終号の表紙も担当した。

## 作品

### イラスト
- クイーンズブレイド「光明の天使ナナエル」
- クイーンズブレイド リベリオン 「戦神の侍 イズミ」
- Comicモエマックス（モエールパブリッシング）表紙2007年7月・9月号・11月号
- とみ子＆おくえ（ToMiCoというWebサービス用のキャラクター）
- 星崎風花 マウスパッド
- TVアニメ ef - a tale of memories（第10話エンドカード）
- TVアニメ 神のみぞ知るセカイ（第3話エンドカード）
- ニート吸血鬼、江藤さん（著：鈴木大輔、富士見ファンタジア文庫、2011年4月 - ）
- 十文字たまき コミックXOの表紙、後にオーキッドシードより立体化

- SILENTWORLD（著: ごぉ、電撃G's magazine、2015年10月号 - ）
- TVアニメ ATRI -My Dear Moments-（第9話エンドカード）

### キャラクターデザイン
- 勇者30
- 限界凸騎 モンスターモンピース（一部モンスター娘デザイン）

### 原画
- ふたごえっち
- 魔界天使ジブリール
- 魔界天使ジブリール -episode2-
- めがちゅ!
- 魔界天使ジブリール -episode3-
- 魔界天使ジブリール4
- 戦国天使ジブリール

以上全てフロントウイング製作のアダルトゲーム。
- ISLAND（フロントウイング、非18禁）[2]
- しっぽのきもち（CAGE）
- おとたま〜ぼくたちガールズバンドです〜
- 対魔忍アサギ 決戦アリーナ（ミシェア・シルキース/含キャラクターデザイン）[3]
- 娘くずし ～父と娘の狂縁～
- 電脳天使ジブリール（一部キャラクターデザイン）

## 同人活動
ぱぐぱぐまぐぅという名の同人サークルを主宰している。